# آرام‌ای‌اس تیفون (ای۹۵)
آرام‌ای‌اس تیفون (ای۹۵) (به انگلیسی: RMAS Typhoon (A95)) یک کشتی است که طول آن 200' می‌باشد. این کشتی در سال ۱۹۶۰ ساخته شد.